# Oscinicita hansoni
Oscinicita hansoni är en tvåvingeart som beskrevs av Wheeler 2007. Oscinicita hansoni ingår i släktet Oscinicita och familjen fritflugor.
Artens utbredningsområde är Costa Rica. Inga underarter finns listade i Catalogue of Life.